# 横山利秋
横山 利秋（よこやま としあき、1917年10月10日 - 1988年11月1日）は、日本の政治家、労働運動家。日本社会党所属の衆議院議員（11期）。

## 来歴
愛知県名古屋市生まれ。3歳のときに父親を亡くす。中京商業学校卒業後に鉄道員として鉄道省（当時）に就職。国鉄労働組合（国労）の結成に参加する。
1947年に日本共産党による国労の組合活動への介入に反発した国労組合員を中心に国鉄労組反共連盟（後に国鉄民主化同盟＝国鉄民同）が結成されると、これに参加。1950年に民同の支持で国労本部企画部長となるが、団体として加盟していた日本労働組合総評議会（総評）が「平和四原則」を決定すると、これに則る形で「平和三原則」を盛り込んだ運動方針案を提出する。これに対し同じ民同出身で副委員長だった星加要が反対し「愛国的労働運動」に重きを置く対案を提出、中央執行委員会でも両案への支持が同数となり国労大会での採決でようやく横山案が承認された。この結果、民同は星加らの右派と横山らの左派に分裂し、その後は民同左派の支持によって国労書記長（1953年）を務める。
1955年2月の総選挙の愛知1区に、左派社会党は現職の赤松勇と横山を擁立し、右派社会党は現職の春日一幸と元職の山崎常吉を擁立した。初陣ながら激戦を勝ち抜き初当選。以後、いわゆる国労族の議員の一人として重きを為した。
1969年4月26日に行われた名古屋市長選挙に無所属で立候補。現職の杉戸清を含む6人の候補者を相手に戦い、次点で落選。
同年12月27日に行われた総選挙で6期目の当選。1975年2月に日本・ロシア協会（日ロ協会）理事長となり、同年7月、永年在職（25年）議員として衆議院より表彰された。
1983年の総選挙で11期目の当選を果たす。1986年の総選挙では共産党推薦の革新系無所属だった田中美智子に85票差で次点に終わった。政界復帰を目指していたが1988年11月1日に死去。71歳没。地盤は愛知県教員組合出身の佐藤泰介が継いだ。

## 人物
- 1964年には衆議院大蔵委員会で飯塚事件を取り上げて強圧的調査の即時中止を要求した。
- 1974年12月24日の第74回国会法務委員会では八鹿高校事件について、部落解放同盟の暴力があったとしても被害者側による挑発が原因であったと述べた[3]。
- 1975年4月16日の衆議院法務委員会では千葉刑務所における泉水博と首都圏女性連続殺人事件の小野悦男への処遇を人権侵害として追及した[4]。
- 党内では和田博雄・勝間田清一らの「政策研究会」（勝間田派）に属し、同会の代表に就いたこともある。